# Campagne in Britannia di Quinto Lollio Urbico
Le campagne in Britannia di Quinto Lollio Urbico furono una serie di operazioni militari svolte nella bassa Caledonia, oggi Scozia, avvenute nei primi anni di principato dell'Imperatore Antonino Pio e a opera del suddetto legatus Augusti pro praetore, aventi luogo dal 139 al 143. Questa guerra comportò la conquista dell'istmo a nord del Vallo di Adriano e, a partire dal 142, l'edificazione supervisionata da Urbico stesso del Vallo Antonino, terminata nel 144.
(Historia Augusta, Vita di Antonino Pio, 5.4.)

## Contesto storico
Poco dopo esser divenuto imperatore, Antonino Pio inviò in Britannia come nuovo Legato il berbero Quinto Lollio Urbico, un uomo esperto d'armi che aveva servito come tribuno militare nella Legio XXII Primigenia, legato di legione della X Gemina durante la terza guerra giudaica, ricoperto brevemente la carica di Console e operato come governatore in Germania inferiore.
Durante il primo anno di mandato, è possibile che Urbico abbia costruito un avamposto a nord del Vallo di Adriano, Habitancum (Risingham), mettendo perciò fuori servizio la controparte di Blakehope, per poi riattivare Trimontium (Newstead).
L'anno successivo accadde che la tribù britannica dei Briganti mosse ingiustificatamente guerra a un'altra popolazione barbarica all'interno dell'egemonia dei Romani, quindi Urbico dovette sconfiggerli. In seguito Antonino Pio, probabilmente per ingraziarsi i soldati e ottenere un minimo di prestigio militare, oltreché per una revisione strategica dovuta al disordine causato dai Britanni e il fatto che i Caledoni continuavano a essere una minaccia, ordinò a Urbico di occupare la cosiddetta "terra degli stranieri". La nuova linea di confine avrebbe dovuto correre dalla foce del fiume Clota (Clyde) a quella del Bodotria (Forth).

## Forze in campo
Romani
Il governatore Urbico rilevò vexillationes dalle tre legioni stanziate nella provincia: la II Augusta a Isca Silurum (Caerleon), la VI Victrix a Eburacum (York), e la XX Valeria Victrix a Castra Devana (Chester), oltreché dalla VIII Augusta da Argentoratae in Germania superiore, e la XXII Primigenia Pia Fidelis a Castra Vetera II nella inferiore, in aggiunta a nove unità ausiliarie. Urbico detenne così il comando d'un esercito pari a circa 16 500 armati.
Caledoni
Le tribù coinvolte nella guerra furono: Votadini, Selgovae (lungo gli attuali confini meridionali della Scozia), i Damnonii dello Strathclyde ed i Novantae della regione del Dumfries e del Galloway.

## Campagne
139Urbico iniziò forse rendendo inoperativo il fortino di Longovicium, e poi fece ricostruire il forte di Corbridge, utilizzato come testa di ponte per lanciare una nuova campagna nel Northumberland.
140L'avanzata procedette anche l'anno successivo verso nord-nord-ovest, lungo la strada militare già percorsa da Gneo Giulio Agricola (la Dere Street), costruendo nuovi forti che presidiassero la regione appena conquistata ad High Rochester (nel Northumberland) e forse a Newstead in direzione del Firth of Forth. Entrambi questi siti, altrettanto simili ad installazioni militari come quelle di Risingham, Chew Green, Cappuck e Elginhaugh, furono molto probabilmente utilizzati come basi da cui lanciare attacchi contro le tribù delle pianure dei Votadini ad est e dei Selgovae ad ovest.
141L'anno seguente potrebbe, dopo aver riattivato un'importante via di rifornimento terrestre come la Dere Street, aver creato un forte di approvvigionamento a Carriden per il deposito di grano ed altri prodotti alimentari, prima di procedere contro la tribù dei Damnonii che abitavano i territori dello Strathclyde. È quindi probabile che Lollio Urbico sia riuscito nell'impresa di occupare la Scozia meridionale già da quest'anno, utilizzando prevalentemente la stessa legio II Augusta.
142E così attorno agli inizi dell'anno successivo, si procedette a completare il piano militare con la costruzione di una nuova barriera, oggi nota come vallo Antonino, costituita da un vallum di terra ed una palizzata di legno lunga 60 km (oltre a 19 tra forti e fortini militari), tra l'istmo del Forth-Clyde (142 circa). Lo stesso governatore procedette personalmente a visionare l'avanzamento dei lavori, anche presso i forti di Balmuildy, Newstead e Risingham. Oltre alla linea difensiva del vallo furono costruiti alcuni forti lungo le coste sia nella parte orientale (come ad Inveresk) sia in quella occidentale (come a Outerwards e Lurg Moor), che dovrebbero essere considerati come avamposti o basi di approvvigionamento. A questi andrebbero poi aggiunti alcuni forti, anche di discreta dimensione, più a nord, lungo il limes del Gask Ridge, come Ardoch, Strageath, Bertha e probabilmente Dalginross e Cargill. Non a caso la monetazione degli anni 142 e 143 commemorano la vittoria contro le genti celtiche in Britannia.
143È stato forse solo dopo che le difese del nuovo vallo erano terminate che Lollio Urbico rivolse la sua attenzione alle tribù della penisola del Dumfries e Galloway, abitata dai Novantae (più tardi facenti parte della confederazione dei Meati).
155-157Una quindicina di anni più tardi, si ebbe una nuova crisi, quando i Briganti si rivoltarono e costrinsero le armate romane a ritirarsi all'antico vallum Hadriani, sebbene questa ribellione fosse stata inizialmente repressa dall'allora governatore, Gneo Giulio Vero. Sembra che il confine del vallo di Antonino fu rioccupato un solo anno più tardi, per poi essere abbandonato definitivamente nel 164.

## Conclusioni
Dopo la morte di Antonino Pio, i territori a nord del vallo di Adriano furono abbandonati attorno al 163/164 sotto il principato di Marco Aurelio e Lucio Vero. Negli anni che seguirono, durante l'ultimo periodo del regno di Marco Aurelio, alcuni forti a nord del vallo di Adriano furono rioccupati, come quello di Newstead ed altri sette di minori dimensioni. Non fu, infatti, un caso che ben 5 500 sarmati Iazigi furono inviati in Britannia nel 175 a protezione dei suoi confini, come ci racconta Cassio Dione Cocceiano.
Nuovi scontri occorsero in seguito, poco dopo la morte dell'imperatore filosofo (nel 180), per i quali il figlio Commodo fu costretto ad intervenire lungo i confini settentrionali della Britannia, per respingere alcune invasioni di genti barbare che si erano spinte fino oltre il vallo di Adriano. Il successo di queste operazioni militari gli valse nel 184 il titolo di Britannicus. L'ultimo tentativo di spingersi più a nord fu però ad opera dell'imperatore Settimio Severo negli anni 208/209-211 con nuove campagne militari.